# Glandularia aurantiaca
Glandularia aurantiaca es una planta herbáceas nativa del sur de Sudamérica en Argentina.

## Taxonomía
Glandularia aurantiaca fue descrito por (Speg.) Botta  y publicado en Parodiana 8(1): 29. 1993.
Sinonimia
- Verbena aurantiaca Speg.
- Verbena aurantiaca var. glaberrima Moldenke
- Verbena aurantiaca f. rosea Moldenke
- Verbena radicans var. glabra Hicken
- Verbena radicata var. glabra (Hicken) Moldenke[2]